# Cheap Trick
Cheap Trick (рус. Дешёвый трюк) — американская рок-группа, созданная в 1973 году в Рокфорде, Иллинойс. Состав группы включает Робина Зандера (вокал, ритм-гитара), Рика Нильсена (лид-гитара), Тома Петерссона (бас-гитара) и Бена Карлоса (барабаны). Cheap Trick являются одними из самых известных и коммерчески успешных представителей пауэр-попа. Наиболее известные хиты группы: «Surrender», «I Want You to Want Me», «Dream Police» и «The Flame».
В японской прессе группа часто упоминается как «американские Beatles». В октябре 2007 года, Сенат Иллинойса объявил 1 апреля Днём Cheap Trick на территории всего штата Иллинойс. Группа заняла 25 место в списке «100 величайших хард-рок исполнителей» по версии канала VH1.

## Состав

### Текущий состав
- Рик Нильсен — соло-гитара, бэк-вокал (1974—наши дни)
- Том Петерссон — бас-гитара, бэк-вокал (1974—1980, 1987—наши дни)
- Робин Зандер — вокал, ритм-гитара (1974—наши дни)
- Бен Е. Карлос — ударные (1974—наши дни; числится, но не участвует в записях и турне с 2010 года)

### Сессионные музыканты
- Дакс Нильсен — ударные (2001, 2010—наши дни)

### Бывшие участники
- Рэнди Хоган — вокал (1974)
- Пит Комита — бас-гитара, бэк-вокал (1980—1981)
- Джон Брэнт — бас-гитара, бэк-вокал (1981—1987, 2004, 2007; специальный гость — 1999)

### Бывшие сессионные музыканты
- Фил Кристиан — клавишные, бэк-вокал (1982—1986, 2008—2011, 2013; специальный гость — 2001, 2012, 2014, 2015)
- Стив Уолш — клавишные, бэк-вокал (1985)
- Тод Ховарт — клавишные, бэк-вокал (1986—1987, 1990—1996, 2000, 2008; специальный гость — 1999)

## Дискография
Студийные альбомы
- Cheap Trick (1977)
- In Color (1977)
- Heaven Tonight (1978)
- Dream Police (1979)
- All Shook Up (1980)
- One on One (1982)
- Next Position Please (1983)
- Standing on the Edge (1985)
- The Doctor (1986)
- Lap of Luxury (1988)
- Busted (1990)
- Woke Up with a Monster (1994)
- Cheap Trick (1997)
- Special One (2003)
- Rockford (2006)
- The Latest (2009)
- Bang, Zoom, Crazy… Hello (2016)
- We’re All Alright! (2017)